# アーガー・ハーン4世

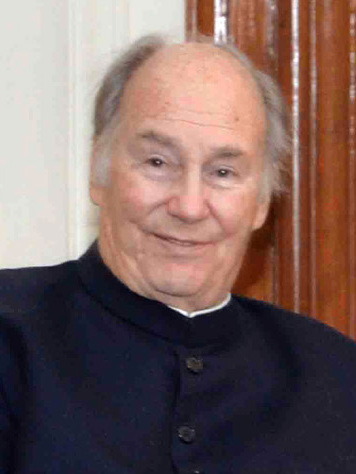
アーガー・ハーン4世
（2018年撮影）

カリム・アーガー・ハーン4世（Kharimn Agha Khan IV、1936年12月13日 - 2025年2月4日）は、イスラム教イスマーイール派の分派ニザール派のイマームで政治家、実業家。

## 略歴

### 生い立ち
1936年12月13日に、スイスのジュネーヴにおいて、アーガー・ハーン3世の息子のアリ・ハーン王子とラジュダウダ王女（結婚前の名称はジョーン・ヤード＝バラー、Joan Barbara Yarde-Buller。イギリス貴族） の間に生まれる。幼少時、ナイロビ（ケニア）で過ごしたのち、9年間、スイスの寄宿舎学校ル・ロゼで学ぶ。1959年に、イスラム史専攻でハーバード大学を卒業した。

### 第49代イマーム
祖父の死去を受けて1957年7月11日にカリムは、「第49代イマーム」となり「アーガー・ハーン4世」となった。世界25か国に居住するイスマーイール派の精神的指導者となったアーガー・ハーン4世は、「全ムスリムの福祉の増大」を自分の使命と考え、多数の慈善プロジェクトのスポンサーになっている。1977年には優れたイスラーム建築に与えられるアーガー・ハーン建築賞も設立した。
また、これらの慈善プロジェクトの推進と、ヨーロッパの社交界における積極的な活動により、現在に至るまでヨーロッパの社交界を代表するセレブリティのひとりとしてその名を轟かせている。また、多くの女優などとの交際が伝えられ、父アリ王子と同様のプレイボーイとしても知られている。
祖父3世の代から行っているサラブレッドのオーナーブリーダーとしての活動でも知られ、ブラッシンググルーム、シャーガー、アキイダ、ダルシャーン、シャーラスタニ、カヤージ、デイラミ、センダワール、ダリアプール、シンダー、アラムシャー、ダラカニ、ザルカヴァといった数々の名馬を生産し所有した。1989年のオークスでは、生産所有馬のアリーサが1位入線となるも、薬物検出で失格とされた判定に抗議し、5年間イギリス競馬への出走をボイコットした。現在はアイルランドに所有する牧場で生産した馬を、フランスのアラン・ド・ロワイエ＝デュプレ厩舎に預ける場合がほとんどで、活躍馬はしばしば現役中に売却される。イギリスダービーは5勝、凱旋門賞を4勝しているほか、フランス2000ギニーについてはエドモン・ブランに並ぶ8勝を挙げている。
2025年2月4日にリスボンで死去。88歳没。

### アーガー・ハーン開発ネットワーク
アーガー・ハーン4世の指導のもと、アーガー・ハーン開発ネットワーク (Aga Khan Development Network) が活動し、その下で多くの社会、経済、教育、文化施設が機能しており莫大な収益をもたらしている。
その一環として、1970年代にはイタリアのサルディニア島の高級リゾート地「ポルト・チェルヴォ」の開発を行い、当地はその後世界的に有名な高級リゾート地として親しまれるようになった。

## 家族
- en:Rahim Aga Khan- 息子。ファッションモデルのen:Kendra Spearsと結婚。

## 資産
資産は8億ドルあり、世界で10番目に裕福な王族として知られる。